# Anathallis crebrifolia
Anathallis crebrifolia là một loài thực vật có hoa trong họ Lan. Loài này được (Barb.Rodr.) Luer mô tả khoa học đầu tiên năm 2007.

## Hình ảnh

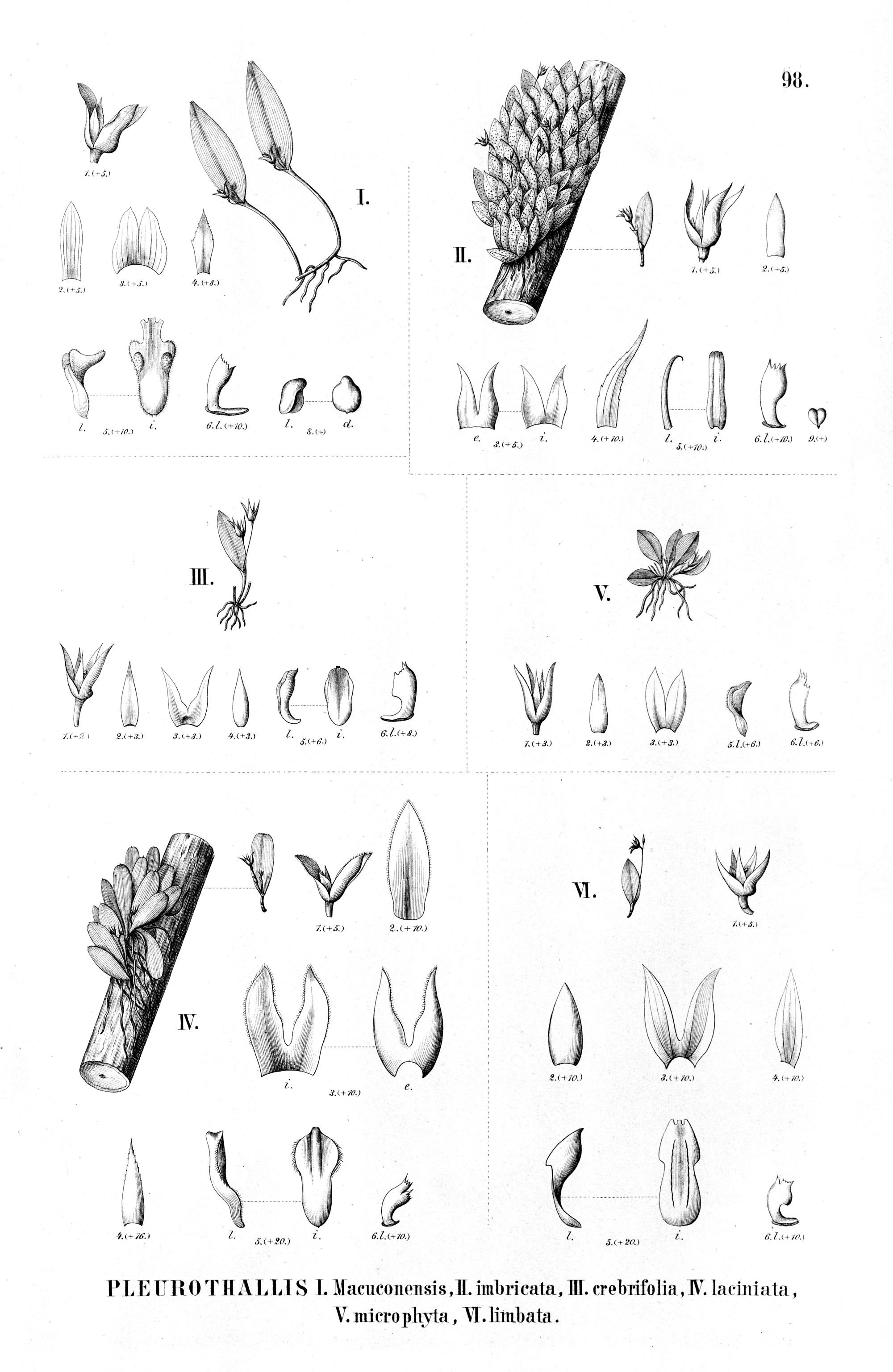